# Soo, Kagoshima
Soo (曽於市 Soo-shi) là một thành phố thuộc tỉnh Kagoshima, Nhật Bản.